# Dżadydyzm
Dżadydyzm lub ruch dżadidów – muzułmański (tatarski) ruch religijno-społeczny powstały pod wpływem zachodnich idei i prądów naukowych w 1883. Występował w Turkiestanie i Tatarstanie. Nazwa pochodzi od tureckich słów oznaczających nową metodę, w języku polskim spotykamy różne rodzaje zapisu, gdzie druga część zwrotu znaczy nowy: usul jadid, usul-i dżedid lub usul-i-jadid. Ruch ten popularny był wśród muzułmanów rosyjskich, zwłaszcza wśród Tatarów, będąc jednym z reformatorskich, antykolonialnych ruchów, które pojawiły się w XIX-wiecznym świecie muzułmańskim i których celem było pogodzenie zachodniej nowoczesności z kulturą islamską. Jego twórcą był İsmail Gaspıralı.

## Historia
W latach 80. XIX wieku zwolennicy dżadydyzmu rozpoczęli walkę ideologiczną z ortodoksyjnymi muzułmanami. Modernizacja islamu łączyła się w ich postulatach z nacjonalizmem i panturkizmem, czyli zjednoczeniem ludów turkijskich zamieszkujących carską Rosję. Z czasem jednak ruch ten w Turkiestanie zrezygnował z idei panturkizmu i skupił się na reformie edukacyjnej, społecznej i politycznej, dostrzegając zacofanie Azji Środkowej na tle innych regionów świata.
W 1883 lub 1885 zaczęło ukazywać się tatarskojęzyczne pismo Terciman (pol. Tłumacz), którego redaktorem był Gaspıralı. Propagowało ono idee panturkizmu i panislamizmu. Inną gazetą, która miała za zadanie kształtować światopogląd mieszkańców Turkiestanu, był Qanun (pol. Prawo). W Bucharze ukazywały się perskojęzyczna Buchara-i-Sharif oraz uzbeckojęzyczny Turan. Jednak rozpowszechniony w regionie (nawet wśród elit) analfabetyzm, utrudniał komunikowanie za pomocą prasy (w Emiracie Buchary czytać i pisać umiało zaledwie 2% społeczeństwa). Dodatkowo władze rosyjskie, zaniepokojone tworzeniem się turkijskiej świadomości narodowej, w 1912 roku wprowadziły cenzurę na gazety. Dżadydyści próbowali dotrzeć do mieszkańców regionu również za pomocą teatru, który jednak – jako element kultury zachodniej – nie przyjął się na gruncie muzułmańskim.
Przeciwko ruchowi dżadydystów występowali mułłowie, którzy powołali do życia ugrupowanie Kadim, oraz władze rosyjskie. W latach 1905–1917 ruch ten zyskał zwolenników w Azji Środkowej i rozprzestrzenił się na tych terenach. Dżadydyści w 1917 roku na krótko objęli władzę w Chanacie Chiwy, zdobywając większość miejsc w miejscowym parlamencie (madżlisie). Dzięki współpracy z partiami lewicowymi w czasie rewolucji październikowej (celem było obalenie caratu, a w komunizmie widzieli szansę na większą wolność i realizację swoich postulatów), ruch istniał do lat 30. XX wieku. Niektórzy dżadydyści walczyli przeciwko bolszewikom, ze względu na ich brak szacunku dla islamu. Ci, którzy wstąpili do partii komunistycznej, odegrali dużą rolę w tworzeniu jej lokalnych komórek w Azji Środkowej. Mimo tego uznani zostali za burżuazyjnych reformatorów, a ich literaturę objęto zakazem rozpowszechniania. Represje rozpoczęły się po dojściu Stalina do władzy, a ostatnich dżadydystów zlikwidowano w czasie czystek 1937.
Ruch ten - podzielony ideologicznie i politycznie - był ruchem głównie intelektualnym i nigdy nie osiągnął masowości. Dżadydyzm bywa zaliczany do tzw. islamu liberalnego.

## Szkoły
By osiągnąć swoje cele modernizacyjne, dżadydyści tworzyli szkoły, kształcące zgodnie z ideologią dżadydyzmu. Powstało ich około 5 tysięcy w Tatarstanie, na Krymie, w Azerbejdżanie, Taszkencie (w 1903 było w tym mieście 20 reformowanych maktab, czyli szkół pierwszego stopnia), Bucharze (w latach 1900–1902 otwarto 3 szkoły, które od 1911 musiały, ze względu na sprzeciw emira, działać w ukryciu, a od 1914 przestały funkcjonować w ogóle) oraz w Kotlinie Fergańskiej. Pierwsza w Turkiestanie reformowana szkoła powstała w 1893 roku. Miały one nowoczesny program nauczania obejmujący matematykę, nauki przyrodnicze, wiedzę o teatrze, poezję, literaturę rosyjską i turkijską oraz tradycyjne przedmioty islamskie. W szkołach wystawiane były sztuki i opery oraz wydawane gazety, które miały duży wpływ na odrodzenie się języków turkijskich i na rozwój nowoczesnej kultury turkijskiej. Maktaby otwarte były dla dzieci obojga płci, jednak ze względu na konserwatyzm społeczeństwa niechętnie wysyłano do szkół córki. W ramach reformy szkolnictwa dżadydyści proponowali również zarzucenie kar cielesnych.

## Dziedzictwo dżadydyzmu po 1991
Po uzyskaniu niepodległości przez kraje Azji Środkowej, uzbeccy intelektualiści podjęli próbę wznowienia wydawania dzieł dżadydystów. Jednak swój sprzeciw wyraził prezydent tego kraju – Islom Karimov, który przeciwny był jakimkolwiek próbom rozbudzenia zainteresowania tą ideologią. Ruch ten miałby niebagatelny wkład w toczącą się obecnie dyskusję nad możliwością współistnienia islamu, nacjonalizmu i demokracji w warunkach środkowoazjatyckich.